# Comuna Nufăru, Tulcea
Nufăru este o comună în județul Tulcea, Dobrogea, România, formată din satele Ilganii de Jos, Malcoci, Nufăru (reședința) și Victoria.

## Demografie
Componența etnică a comunei Nufăru
     Români (90,89%)
     Alte etnii (1,17%)
     Necunoscută (7,94%)
Componența confesională a comunei Nufăru
     Ortodocși (89,6%)
     Romano-catolici (1,44%)
     Alte religii (0,38%)
     Necunoscută (8,59%)
Conform recensământului efectuat în 2021, populația comunei Nufăru se ridică la 2.644 de locuitori, în creștere față de recensământul anterior din 2011, când fuseseră înregistrați 2.273 de locuitori. Majoritatea locuitorilor sunt români (90,89%), iar pentru 7,94% nu se cunoaște apartenența etnică. Din punct de vedere confesional, majoritatea locuitorilor sunt ortodocși (89,6%), cu o minoritate de romano-catolici (1,44%), iar pentru 8,59% nu se cunoaște apartenența confesională.

## Politică și administrație
Comuna Nufăru este administrată de un primar și un consiliu local compus din 11 consilieri. Primarul, Cătălin Radu[*], de la Partidul Social Democrat, este în funcție din 1 noiembrie 2024. Începând cu alegerile locale din 2024, consiliul local are următoarea componență pe partide politice:
|  | Partid                          | Consilieri | Componența Consiliului | Componența Consiliului | Componența Consiliului | Componența Consiliului |
|  | ------------------------------- | ---------- | ---------------------- | ---------------------- | ---------------------- | ---------------------- |
|  | Partidul Social Democrat        | 4          |                        |                        |                        |                        |
|  | Partidul Național Liberal       | 3          |                        |                        |                        |                        |
|  | Partidul S.O.S. România         | 1          |                        |                        |                        |                        |
|  | Alianța pentru Unirea Românilor | 1          |                        |                        |                        |                        |
|  | Forța Dreptei                   | 1          |                        |                        |                        |                        |
|  | Partidul Mișcarea Populară      | 1          |                        |                        |                        |                        |

## Istoric
Numele vechi al satului Nufăru a fost Prislav (purtat oficial până în 1908), apoi Domnița Maria până în 1948, apoi Ada Marinescu până în 1964.
Aici a fost cetatea Pereiaslaveț/Preslaveț ("Micul Preslav" în slavonă, numit prin comparație cu "marele" Preslav din Bulgaria). 
Cucerit în anul 968 de cneazul vareg Sveinald  sau Sviatoslav in limba rusă, Pereiaslaveț-ul a devenit timp de 3 ani capitala teritoriilor de la Dunăre ale lui Sveinald, celelalte teritorii de lângă Nipru fiind cedate fiilor. Ioan Tzimiskes, împăratul Imperiului Roman de Răsărit a reocupat cetatea în 971 reintegrând-o în imperiu. Tzimiskes (969-976) a redenumit cetatea cu numele Teodoropol (în onoarea sfântului Teodor Stratilat). Ruinele cetății sunt vizibile și astăzi.

## Descrierea stemei
Stema comunei Nufăru se compune dintr-un scut triunghiular cu marginile rotunjite, despicat și tăiat. În cartierul I, pe fond auriu, se află un nufăr alb în culori naturale, cu frunze verzi. În cartierul II, în câmp roșu, sunt plasate patru spice, de aur, legate în mănunchi. În partea inferioară, în câmp albastru, se află o cetate în ruină, din care se mai văd resturi de zid, din turnul central și din cele două bastioane rotunde de la capetele zidului; totul este de argint. Scutul este trimbrat de o coroană murală de argint cu un turn crenelat.
Semnificația elementelor însumate
Nufărul dă denumirea localității. Spicele de aur fac referire la principala ocupație a locuitorilor, agricultura. Ruinele cetățenii sunt legate de urmele stăpânirii bizantine în zonă, unde se află unul dintre cele mai importante situri arheologice ale județului Tulcea - "Cetatea Preaslăvită".
Coroana murală cu un turn crenelat semnifică faptul că localitatea are rangul de comună.

## Monumente
- Biserica Sfântul Gheorghe din Malcoci